# Scumm
SCUMM (Script Creation Utility for Maniac Mansion) är en spelmotor avsedd för äventyrsspel, skriven av Ron Gilbert och Aric Wilmunder på dåvarande Lucasfilm Games, som användes första gången 1987 i spelet Maniac Mansion.

## Historisk betydelse och funktion
De grafiska äventyrsspel som föregick Maniac Mansion (främst King's Quest-serien) var tangentbordsstyrda liksom textspel. Maniac Mansion styrdes istället helt med musen, vilket gav upphov till genrenamnet peka-och-klicka-äventyr. Genom att klicka på ett av femton verb (i en ständigt synlig lista) och sedan på ett objekt eller en person kunde spelaren mer intuitivt interagera med spelet. För första gången visades även mellansekvenser där spelaren inte kunde påverka det som hände.
Från och med Monkey Island 2: LeChuck's Revenge kombinerades SCUMM med musiksystemet iMUSE (Interactive MUsic Streaming Engine) som lät handlingen på skärmen aktivt påverka musiken.

## Spel som använder SCUMM
- 1987 - Maniac Mansion
- 1988 - Zak McKracken and the Alien Mindbenders
- 1989 - Indiana Jones and the Last Crusade: The Graphic Adventure
- 1990 - Loom
- 1990 - The Secret of Monkey Island
- 1991 - Monkey Island 2: LeChuck's Revenge
- 1992 - Indiana Jones and the Fate of Atlantis
- 1993 - Sam & Max Hit the Road
- 1993 - Day of the Tentacle
- 1995 - Full Throttle
- 1995 - The Dig
- 1997 - The Curse of Monkey Island